# Obstacle 1
«Obstacle 1» — песня американской пост-панк-группы Interpol с её дебютного альбома Turn on the Bright Lights. Песня была выпущена в виде сингла 11 ноября 2002 года лейблом Matador Records. В 2003 году, 15 сентября, вышло переиздание сингла, микшированное Артуром Бейкером. Кроме самого трека «Obstacle 1», различные издания сингла содержат дополнительные песни, такие как ремиксы Артура Бейкера и живые выступления группы Interpol в рамках радио-передач Peel Sessions (BBC Radio 1), Morning Becomes Eclectic (KCRW) и The Black Sessions (Radio France) (последние были так же выпущены на мини-альбоме Interpol The Black EP).
В британском чарте UK Singles Chart «Obstacle 1» занял 72-е место, самое низкое среди всех синглов группы Interpol. Песня «Obstacle 1» была включена в музыкальную компьютерную игру Guitar Hero World Tour. Кавер-версия песни вошла в альбом Reproductions американской певицы Шарлотты Мартин.
На песню «Obstacle 1» был снят музыкальный клип, срежиссированный Флорией Сигизмонди.

## Списки композиций

### Оригинальное издание 2002
Компакт-диск (OLE 570-2)
1. «Obstacle 1» — 4:12
2. «PDA» (Morning Becomes Eclectic Session) — 4:56
3. «Hands Away» (Peel Session) — 3:10

7-дюймовая грампластинка (OLE 570-7)
1. «Obstacle 1» — 4:11
2. «Obstacle 1» (Peel Session) — 3:50

### Переиздание 2003
Компакт-диск (Arthur Baker Remix) (OLE 594-2)
1. «Obstacle 1» (Arthur Baker's Return to New York Mix [edit]) — 4:17
2. «Obstacle 1» (Arthur Baker's Return to New York Mix) — 5:55
3. «Obstacle 1» (радио-версия) — 3:36

7-дюймовая грампластинка (OLE 594-7)
1. «Obstacle 1» (Arthur Baker Remix-Edit) — 4:17
2. «Obstacle 1» (Black Session) — 4:18

DVD (OLE 594-9)
1. «Obstacle 1» (клип) — 3:47
2. «Specialist» (Black Session) — 6:34
3. «Leif Erikson» (Black Session) — 3:55